# 弗拉基米尔·波梅兰采夫
弗拉基米尔·米哈伊洛维奇·波梅兰采夫（俄语：Влади́мир Миха́йлович Помера́нцев，1907年7月22日（9日）—1971年3月26日）苏联的作家、记者、编辑。赫鲁晓夫解冻时期，他在《新世界》杂志上发表了《关于文学中的真实性》。